# Christopher Loeak
Christopher Loeak (Ailinglaplap, 11 novembre 1952) è un politico marshallese, Presidente delle Isole Marshall dal 10 gennaio 2012 all'11 gennaio 2016.

## Biografia
Parlamentare dal 1985, durante la presidenza di Amata Kabua, ha ricoperto diversi incarichi di governo, tra cui quelli di ministro della giustizia (1988-1992), ministro per le politiche sociali (1992-1996) e ministro per l'educazione (1996-1997). Molto attivo a livello parlamentare, è stato membro di varie commissioni tra cui: Giustizia, Affari Esteri, Commercio, Risorse e Sviluppo.
Candidatosi alle elezioni presidenziali di inizio gennaio 2012, Loeak è stato eletto dal parlamento con 21 voti su 32, sconfiggendo il presidente uscente Jurelang Zedkaia.